# Осиновка (Меркуловичский сельсовет)
Осиновка (бел. Асінаўка) — деревня в Чечерском районе Гомельской области Белоруссии. Входит в состав Меркуловичского сельсовета.

## География

### Расположение
В 26 км на северо-запад от Чечерска, 53 км от железнодорожной станции Буда-Кошелёвская (на линии Гомель — Жлобин), 77 км от Гомеля.

### Гидрография
На реке Глинка (приток реки Дулепа).

## Транспортная сеть
Рядом автодорога Рысков — Чечерск. Планировка состоит из длинной, чуть изогнутой улицы, ориентированной с юго-запада на северо-восток и пересекаемой в центре короткой прямолинейной улицей. Жилые дома деревянные, усадебного типа.

## История
Согласно письменным источникам известна с XIX века как селение в Меркуловичской волости Рогачёвского уезда Могилёвской губернии. Согласно ревизским материалам 1858 года в составе Чечерского поместья графа И. И. Чернышова-Кругликова. В 1857 году поблизости начал работать берестово-дегтярный завод, в 1874 году — ещё один. Согласно переписи 1897 года действовали церковно-приходская школа, хлебозапасный магазин. Рядом находился одноимённый фольварк.
В 1929 году организован колхоз. 111 жителей погибли на фронтах Великой Отечественной войны. Согласно переписи 1959 года в составе экспериментальной базы «Меркуловичи» (центр — деревня Меркуловичи. Располагался клуб.

## Население

### Численность
- 2004 год — 57 хозяйств, 89 жителей.

### Динамика
- 1897 год — 40 дворов, 323 жителя; фольварк 4 двора, 25 жителей (согласно переписи).
- 1909 год — 46 дворов, 392 жителя.
- 1925 год — в деревне 86 дворов, на хуторе 15 дворов.
- 1959 год — 507 жителей (согласно переписи).
- 2004 год — 57 хозяйств, 89 жителей.